# Jerry Prütz
Carl Jerry Prütz, egentligen Prytz, född 11 augusti 1964 i Linköpings Sankt Lars församling, Östergötlands län, är en svensk musiker och musikskribent, som medverkat i flera radio- och tv-program. 

## Biografi
Jerry Prütz spelar bas i hårdrocksbandet W.E.T där han även skriver musik och text, och bas i gruppen Cirkus Prütz. Prütz har studerat orkesterdirigering för dirigenten och director musices vid Linköpings universitet, Hans Lundgren, samt musikteori för Morgan Lundin och jazzimprovisation för Leif Segerberg. År 1985 medverkade Prütz i Swedish Metal Aid där han sjöng i kören när låten "Give A Helpin' Hand" framfördes i tv-programmet Nöjesmassakern. Prütz morfar var kompositören och politikern Arnold Schyrman.
Tillsammans med Martin Carlsson och Tony Balogh var Jerry Prütz presentatör för SVT:s hårdrocksprogram Diezel mellan 1992 och 1994. Han medverkade också regelbundet i tv-programmet Hjärnverket.
Jerry Prütz har bland annat skrivit för Close-Up Magazine, gitarrtidningen Fuzz, Östgöta Correspondenten (tv-krönikör), Linköpingsposten, Nya Upplagan och Sunkit.
År 2007 gavs boken Vägspan : dansbandsbussar på turné ut som var ett resultat av Jerry Prütz skrivande om svenska dansbandsbussar på sunkit.com.
Jerry Prütz var tidigare anställd på Arenabolaget i Linköping som artistbokare. Dessförinnan var han anställd på Studiefrämjandet och Skylten. Numera är han anställd som journalist på Swepress. Han har haft ett uppdrag som festivalgeneral för Rockkarusellen. Sedan oktober 2015 har Prütz inlett en karriär som stå upp-komiker och har, bland annat, uppträtt på Linköping Comedy Festival.